# Dobrilovina
Dobrilovina (cyr. Добриловина) – wieś w Czarnogórze, w gminie Mojkovac. W 2011 roku liczyła 53 mieszkańców.